# Il passato non muore
Il passato non muore (Past Tense) è un romanzo del 2018 di Lee Child, il ventitreesimo che ha come protagonista Jack Reacher.